# 李政燮
李政燮（韓語：이정섭），韓國電視劇導演。

## 作品列表

### 電視劇
- 2001年：KBS《COOL》
- 2005年：KBS《漂亮寶貝》
- 2005年：KBS《奇男怪女》
- 2008年：KBS《快刀洪吉童》
- 2009年：KBS《天下無敵李平岡》
- 2010年：KBS《麵包王金卓求》
- 2011年：KBS《榮光的在仁》
- 2012年：KBS《嗚啦啦夫婦》
- 2014年：KBS《Drama Special－拿起又放下》
- 2014年：KBS《Healer》
- 2016年：KBS《鄰家律師趙德浩》
- 2017年：KBS《七日的王妃》
- 2019年：KBS《僅此一次的愛情》
- 2021年：KBS《達利和馬鈴薯湯》
- 2024年：KBS《幻像戀歌》

### 製作作品
- 2007年：KBS《京城醜聞》
- 2008年：KBS《親親老爸》
- 2014年：KBS《守護家族》

## 獲獎
- 2010年：第3屆韓國電視劇節 - 連續劇部門 連續劇導演獎（麵包王金卓求）
- 2011年：第47屆百想藝術大賞電視部門 導演賞

## 外部連結
- NAVER